# St. Urs
Die St. Urs ist das älteste betriebsfähige Dampfboot der Schweiz.
Die St. Urs besitzt allerdings nicht mehr ihre ursprüngliche Maschine: Die erste Dampfmaschine des Bootes, die von der Bauwerft hergestellt wurde, ist spätestens 1903 ausgebaut worden und offenbar nicht erhalten geblieben. Sie besass zwei Zylinder und lief wahrscheinlich im Verbund, aber ohne Kondensation. Vermutlich handelte es sich um eine der eher seltenen Tandemmaschinen, bei denen zwei Zylinder auf dieselbe Kolbenstange wirkten. Die St. Urs wird mittlerweile mit einer Dampfmaschine aus dem Jahr 1898 betrieben. Sie stammt von J. Samuel White & Co. Ltd., Shipbuilder and Engineer, East Cowes, Isle of Wight, trägt die Baunummer 72S und wurde ursprünglich im Beiboot der Yacht Boiadicea genutzt. Später wurde sie offenbar ausgebaut und auf der Isle of Wight eingelagert. Ihr Kessel wurde bei einem Luftangriff im Zweiten Weltkrieg zerstört. 1949 wurde die Maschine in einem Schuppen wiederentdeckt und 1958 auf dem Themseschiff Victoria eingebaut. Dort wurde sie bis in die 1990er Jahre genutzt; 1988 erfolgte eine Überholung. 1994 gelangte sie in die Schweiz, wo sie restauriert und im Jahr 2000 mit einem neuen Kessel versehen wurde.

## Geschichte
Ferdinand von Sury initiierte im Frühjahr 1889 die Gründung des Solothurner Dampfbootclubs (SDBC), um nach einer Unterbrechung von 30 Jahren die Aareschifffahrt wieder aufleben zu lassen, die 30 Jahre lang, bedingt durch die Konkurrenz der Eisenbahn, unterbrochen gewesen war. Der SDBC hatte zunächst sechs Mitglieder; seine Aktivitäten wurden vornehmlich von Sury finanziert.
Man orderte bei der Dampf-Boot & Maschinenfabrik R. Holtz in Harburg bei Hamburg, die auch als Schlosswerft bekannt war, ein kleines Dampfboot für höchstens 14 Personen und stellte als Heizer im Stundenlohn einen Herrn Burkhalter ein. Holtz baute das Boot mit der Baunummer 613. Warum es nicht nur als Dampfyacht, sondern auch als Schulboot bezeichnet wurde, ist nicht mehr bekannt. Möglicherweise wurde beim Bau der St. Urs auf Pläne für Zolldampfer im Hamburger Hafen zurückgegriffen, wie sie von Holtz mehrfach hergestellt worden waren. Neben der St. Urs baute Holtz noch einige weitere Boote, die in die Schweiz geliefert wurden. Erhalten geblieben ist die 13 Meter lange Monte Bré, die nach Lugano geliefert wurde und heute unter dem Namen Sirius auf dem Zürichsee verkehrt.

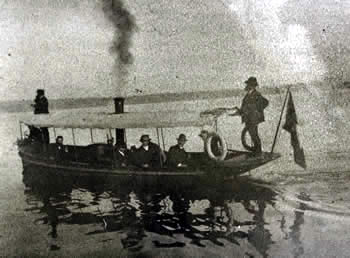
Die St. Urs um 1890 auf dem Bielersee

Die St. Urs kam am 4. Juli 1889 in Solothurn an. In der Presse wurde sie damals als „ein nettes kleines Fahrzeug in Schaluppenform“ begrüsst. Benannt ist sie nach dem Heiligen Ursus von Solothurn, Schutzpatron der Stadt.
Sie wurde etwa für Fahrten zu dem Restaurant Hohberg, das einige Kilometer oberhalb Solothurns lag, oder zur St. Petersinsel im Bielersee genutzt. Am 8. Juni 1890 durchfuhr das Boot innerhalb eines Tages den Bieler-, den Neuenburger und den Murtensee, was eine Strecke von 146 Kilometern und eine Reise durch fünf Kantone ergab. Dafür brauchte sie 550 Kilo Kohle und 14 Stunden Zeit.

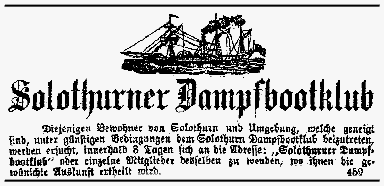
Die Anzeige zur Rettung des SDBC

Der SDBC schrumpfte innerhalb weniger Jahre zusammen und hatte 1892 nur noch drei Mitglieder. Man versuchte, mittels einer Zeitungsannonce neue Interessenten zu finden, was aber nicht glückte. So wurde der Club aufgelöst und das Boot 1894 verkauft. Seine letzte Fahrt auf der Aare fand am 1. November 1894 statt. Am 2. November 1894 wurde die St. Urs mit der Eisenbahn in die Innerschweiz, nach Alpnachstad,  transportiert. Ihr neuer Besitzer war der Schiffsunternehmer Kaspar Spiller. Mittels Barzahlungsrabatt hatte er den Kaufpreis von 4000 Schweizer Franken um zehn Prozent gesenkt. 

## Umbauten
Spiller liess das Boot zum Schlepper umbauen. Das eidgenössische Eisenbahndepartement erteilte am 22. Mai 1897 eine Betriebsbewilligung, die zeitlich nicht befristet war, aber nur für den Schleppdienst ohne Zuladung galt. Wie lange die St. Urs tatsächlich auf diese Weise genutzt wurde, ist nicht bekannt. 1903 wurde sie jedenfalls vom Möbelfabrikanten Läubli aus Wilen am Sarnersee in Alpnachstad neben einem Schuppen entdeckt und billig gekauft. Er wollte mit dem Boot seine Möbel quer über den Sarnersee nach Sachseln transportieren, wo sie auf die Brünigbahn verladen werden sollten.

## Elektroantrieb
Läublis Fabrik war mit einem Elektrizitätswasserkraftwerk ausgestattet, dessen Nachtstrom für die Akkumulatoren des umgebauten Elektrobootes nach dem System Tribelhorn genutzt werden sollte (nach dem Ausbau der alten Dampfmaschine). Ausserdem wurden das hölzerne Schanzkleid, die Bugzier und ein Teil der Kabine entfernt. Offenbar wechselte die St. Urs in dieser Zeit auch ihren Namen und wurde nun als Volta bezeichnet. Sie wurde nicht nur für die Möbeltransporte genutzt, sondern auch als Schlepper und als Eisbrecher in der Fahrrinne Wilen-Sachseln. 
Wahrscheinlich in den 1930er Jahren wurde das Boot wiederum umgebaut. Es erhielt nun eine geschlossene Kabine mit Bullaugen im Bugbereich und hinten ein Glattdeck mit Reling und Bänken. Auch die Antriebsanlage wurde ausgetauscht. Die Volta bot nun zehn Personen Platz und verlor in der Folgezeit auch ihren zweiten Namen. In den 1970er Jahren wurde sie nur noch entsprechend ihrem Kennzeichen als OW 3 bezeichnet.
Läublis Schreinerei samt dem Boot ging 1966 in den Besitz der Möbelfabrik Lignoform AG über. Diese Formsperrholzfabrik verlegte 1977 ihre Materialtransporte vom See auf die Strasse. Einer der Nauen, die bislang für Transporte genutzt worden waren, wurde zum Vergnügungsschiff umgebaut, OW 3 dagegen blieb zunächst ungenutzt. Das amtliche Kennzeichen wurde 1978 nach Stilllegung des Bootes annulliert. Pläne, das Boot mit einem Dieselantrieb zu versehen, wurden nicht in die Tat umgesetzt.

## Restaurierung
1987 versuchten Liebhaber alter Wasserfahrzeuge das Boot zu kaufen, doch weigerte sich die Lignoform AG damals, das stillgelegte Fahrzeug zu veräussern. Erst 1992 fand sie sich dazu bereit und das Boot konnte auf der Werft der Schifffahrtsgesellschaft des Vierwaldstättersees SGV restauriert werden.

## Fussnoten
1. ↑  Text der Pressemeldung (Memento des Originals vom 21. Dezember 2008 im Internet Archive)  Info: Der Archivlink wurde automatisch eingesetzt und noch nicht geprüft. Bitte prüfe Original- und Archivlink gemäß Anleitung und entferne dann diesen Hinweis.
2. ↑  Text der Annonce (Memento des Originals vom 21. Dezember 2008 im Internet Archive)  Info: Der Archivlink wurde automatisch eingesetzt und noch nicht geprüft. Bitte prüfe Original- und Archivlink gemäß Anleitung und entferne dann diesen Hinweis.